# 10010 Рудруна
10010 Рудруна (10010 Rudruna) — астероїд головного поясу, відкритий 9 серпня 1978 року.
Тіссеранів параметр щодо Юпітера — 3,465.
Названий на честь Російського Університету Дружби Народів, який був заснований в Москві в 1960 році, щоб допомогти країнам, що розвиваються, в підготовці освічених фахівців.